# ثيودور وايتمور
ثيودور وايتمور (بالإنجليزية: Theodore Whitmore)‏ (مواليد 5 أغسطس 1972 في مونتيغو باي) لاعب كرة قدم جامايكي دولي معتزل كان يجيد اللعب في خط الوسط .
كان وايتمور ضمن المنتخب الذي شارك في المونديال الفرنسي عام 1998 وسجل الهدفين الذان فازت بهما جامايكا على اليابان لتحرز أول فوز لها في كأس العالم.

## روابط خارجية
- ثيودور وايتمور على موقع الاتحاد الدولي (مؤرشف)  (الإنجليزية)
- ثيودور وايتمور على موقع قاعدة بيانات كرة القدم.إي يو (الإنجليزية)
- ثيودور وايتمور على موقع ناشيونال فوتبول تيمز (الإنجليزية)
- ثيودور وايتمور على موقع Soccerbase.com (لاعب) (الإنجليزية)
- ثيودور وايتمور على موقع Soccerway.com (الإنجليزية)